# Scyliorhinus hesperius
Scyliorhinus hesperius es una especie de peces de la familia Scyliorhinidae en el orden de los Carcharhiniformes.

## Morfología
• Las hembras pueden llegar alcanzar los 47 cm de longitud total.

## Reproducción
Es ovíparo.

## Hábitat
Es un pez de mar que vive entre 274-457 m de profundidad.

## Distribución geográfica
Se encuentra en Honduras, Panamá y Colombia.